# Linea RER A
La linea RER A è una rete di linee ferroviarie che si estendono per quasi 80 km del Réseau express régional, il servizio ferroviario suburbano di Parigi, che collega la città di Parigi da est a ovest con diverse diramazioni. Collega Saint-Germain-en-Laye (ramo A1), Cergy (ramo A3) e Poissy (ramo A5) a ovest, con Boissy-Saint-Léger (ramo A2) e Marne-la-Vallée - Chessy - Disneyland Paris (ramo A4) a est, passando per il centro di Parigi.
Aperta a spezzoni dal 1969 al 1994, la linea A è stata costruita dalla RATP, ma i rami di Cergy e Poissy vennero acquisiti dalla SNCF a ovest della stazione di Nanterre. Essa è la linea più affollata dell'intera rete di Parigi con oltre un milione di passeggeri al giorno e ormai pressoché al limite della saturazione. Essa è considerata una delle linee ferroviarie a più elevata densità a livello mondiale e assorbe più di un quarto dell'intero traffico pendolare dell'area della grande Parigi.

## Storia
Una linea est-ovest venne studiata già nel 1929. Avrebbe dovuto collegare la stazione di Saint-Lazare a quella di Bastille e alla Gare de Lyon. Soltanto nel 1960 venne presa la decisione di realizzarla apportando qualche modifica al tracciato primitivo. L'obiettivo era quello di collegare la Linea Paris - Saint-Germain-en-Laye alla Linea di Vincennes passando per l'agglomerato de La Défense allora in costruzione.

## La linea attuale

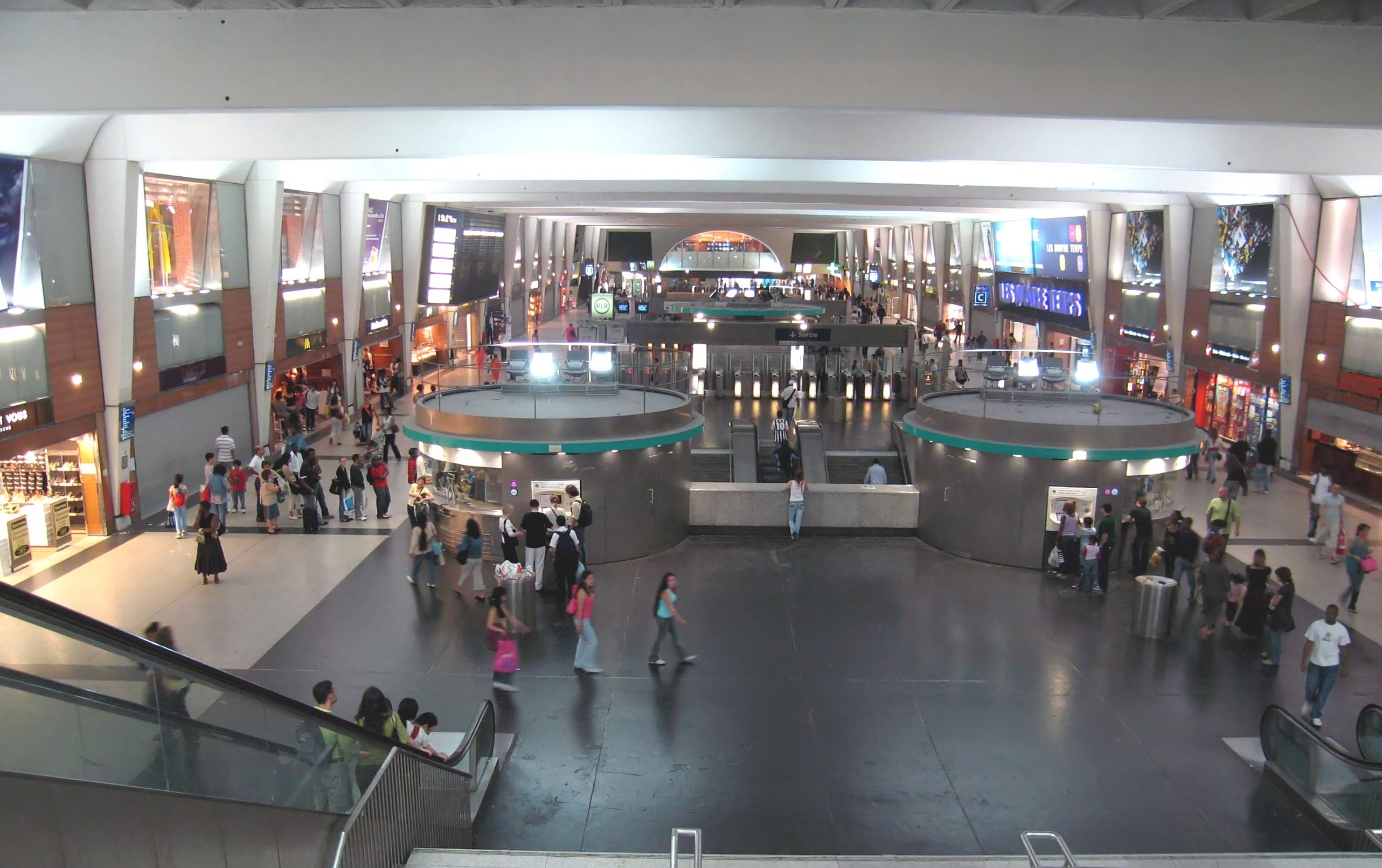
Il mezzanino della stazione La Défense.

La linea A è oggi la linea urbana di treni che ha il maggior volume di traffico al mondo come numero di passeggeri medi al giorno (circa un milione). Ciò ha portato alla saturazione del traffico, specialmente nelle ore di punta. La RATP è stata quindi costretta a correre ai ripari interpellando la Siemens per installare un sistema di segnalazioni automatiche per consentire una maggiore frequenza di treni nelle ore più trafficate della giornata. Questo ha consentito, dal 1989, di portare la frequenza dei treni alla soglia minima di un treno ogni minuto e mezzo (limite non più riducibile visto il tempo impiegato per la discesa e l'imbarco dei passeggeri). L'inserimento dei treni «Altéo» (type Z20K) a due piani ha permesso un ulteriore aumento della capacità di trasporto. A seguito della impossibilità di aumentare ulteriormente la capacità di trasporto è stato deciso di costruire la linea RER E che rappresenta in sostanza il raddoppio della capacità di trasporto della Linea A.

## Tracciato

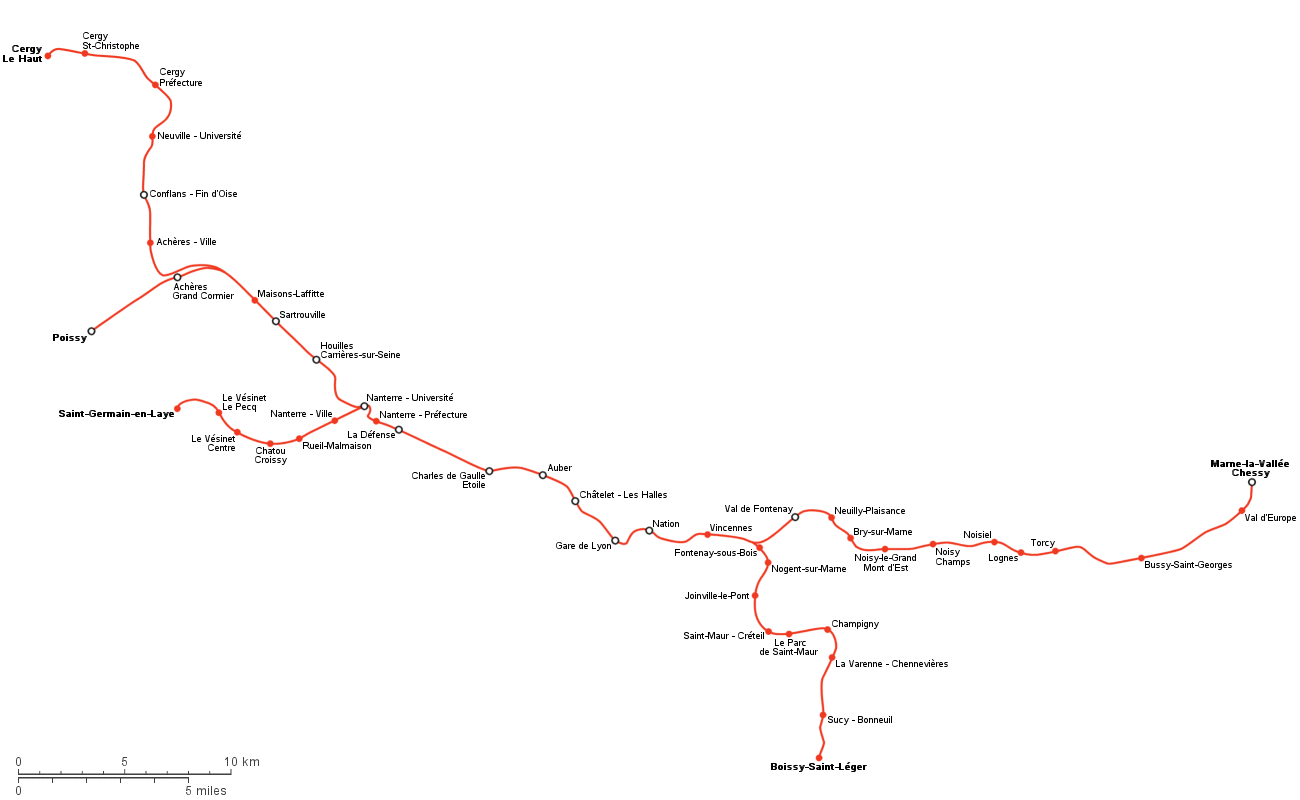
Percorso geograficamente accurato della Linea A